# Blizzard de janvier 2016 aux États-Unis
Le blizzard de janvier 2016 aux États-Unis, surnommé Snowzilla par certains et Jonas par The Weather Channel, est une tempête de neige incitant plusieurs États du Mid-Atlantic à déclarer l'état d'urgence,,.
Il est tombé plus de 70 cm sur sept États avec un maximum de 168 cm à Mont Mitchell, Caroline du Nord. Certains autres ont reçu de la pluie verglaçante ou subit des orages violents. La neige et la glace accumulée sur les routes ont causé des centaines d'accidents. Au moins 55 personnes ont perdu la vie dans ces accidents et dans d'autres incidents reliés à la tempête t les pertes économiques sont estimées entre 500 millions et 3 milliards $US.
Environ 103 millions de personnes furent affectés par la tempête aux États-Unis dont 33 millions dans la pire zone qui comprenait entre autres les villes de Washington, New York et Boston. Plus de 13 000 vols ont été annulés, tant locaux qu'internationaux. La Garde nationale de plusieurs États fut mise à contribution pour aider au déneigement et aux secours. Des milliers de déneigeuses et des millions de tonnes de fondant routier furent utilisés pour dégager les routes.

## Évolution météorologique

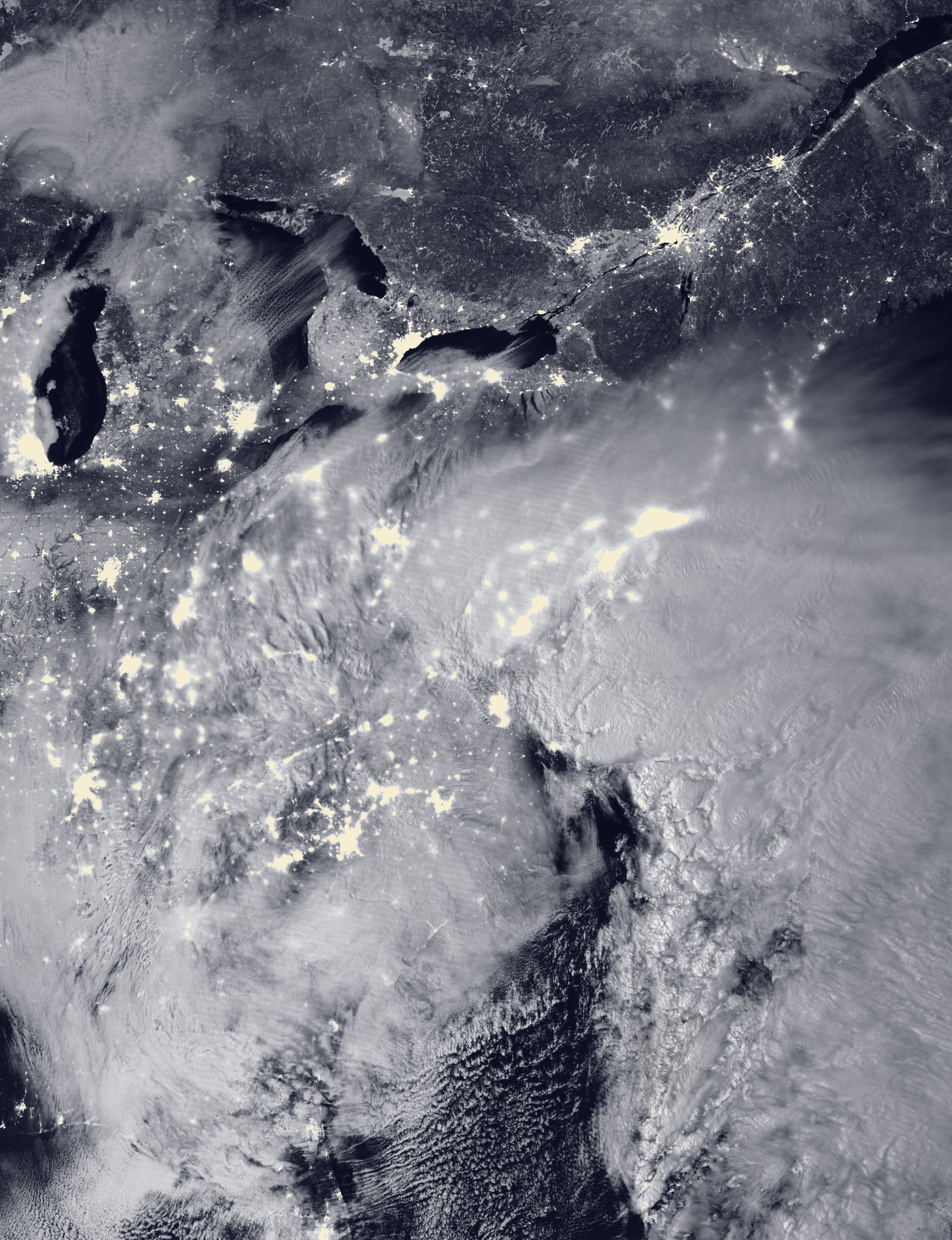
Vue des nuages de la tempête par le satellite météorologique Suomi NPP le 23 janvier 2016.

La tempête est née à partir d'un creux barométrique en altitude dans le Pacifique Nord et qui a atteint la côte ouest de l'Amérique le 19 janvier. Le creux s'est renforcé pendant qu'il se déplaçait vers le sud à travers le Grandes Plaines américaines et le 21 janvier, il a engendré une dépression en surface sur le centre du Texas,. Le système a commencé à s'intensifier en se dirigeant vers l'est et en passant par les États de la côte du golfe du Mexique, déclenchant une ligne des orages violents et plusieurs avertissements de tornade.
Pendant l'après-midi du 22 janvier, une nouvelle zone dépressionnaire a commencé à se développer sur la côte de la Caroline du Sud et les deux se sont fusionnées. Les prévisions ont d'abord parlé de chutes de neige de 30 centimètres ou moins d'Allentown, en Pennsylvanie, vers New York et la côte sud de Nouvelle-Angleterre. Comme la tempête s'est déplacée plus au nord et s'est renforcée rapidement, les prévisions ont augmenté les quantités et la couverture vers le nord. En fin de journée le 24 janvier, alors que la tempête quittait la Nouvelle-Angleterre, le système a commencé à devenir allongé avec une dépression secondaire restant sud-ouest du centre principal. Le 25 janvier, le blizzard a quitté la côte est des États-Unis ; le même jour, le système a été nommé Karin selon la liste des noms de dépressions hivernales établie par l'université libre de Berlin.
Sous un fort courant-jet, la tempête a traversé rapidement l'Atlantique et a frappé les îles Britanniques le 26 janvier, y causant des dégâts par le vent et la pluie. Au cours des jours suivants, le système a accéléré vers le nord-est et le 29 janvier, il a été absorbé par la tempête Leonie, sur la Finlande.

## Préparatifs

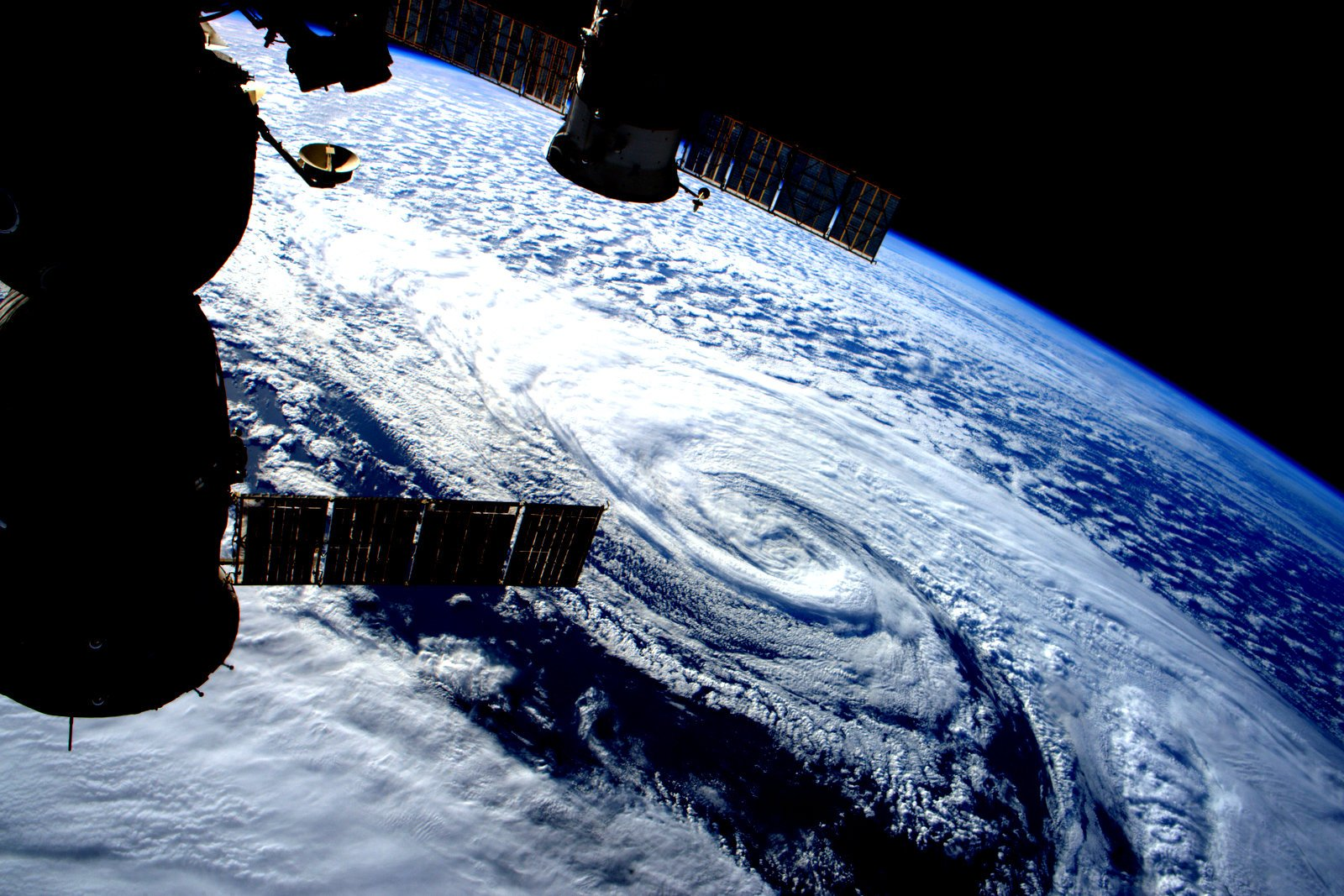
La tempête vue depuis la Station spatiale internationale le 25 janvier 2016.

Le développement d'une tempête de neige majeure fut prévu par les prévisionnistes au moins une semaine avant son arrivée car les trois principaux modèles de prévision global (GFS américain, CEPMMT européen et SGPD canadien) pointaient tous dans cette direction pour la région Mid-Atlantic. Les modèles GFS et SGPD projetaient même une tempête laissant des quantités impressionnantes affectant une large région.
Les bureaux locaux du  National Weather Service ont émis des bulletins d’alerte météorologique le long de la trajectoire prévue du système. Les bulletins d’avertissement de blizzard  s’étendaient de la Pennsylvanie au Connecticut, en passant par les grandes villes comme Washington et New York, là où la neige et la poudrerie rendraient les conditions impraticables. Des avertissements de tempête hivernale ont d’autre part été émis de l’Arkansas au Massachusetts au nord, et de l’extrême nord de la Louisiane à la Virginie au sud, pour les zones où la neige serait prédominante mais sera parfois combinée avec de la pluie verglaçante et de la poudrerie,. Des avis de pluie verglaçante ont finalement été émis pour des portions des Carolines, là où ce type de précipitations dominerait.
Les 21 et 22 janvier, les gouverneurs du Delaware, de la Géorgie, du Kentucky, du Maryland, de New York, du New Jersey, de Caroline du Nord, de Virginia, de Pennsylvanie, du Tennessee, de Virginie-Occidentale et le maire de Washington, DC ont déclaré l'état d'urgence en prévision d'importantes chutes de neige et des conditions de blizzard.
Les compagnies aériennes annulèrent plus de mille vols dès l'après-midi du 21 janvier pour la période du 22 au 24 janvier. L'après-midi du 23 janvier, c'étaient plus de 10 100 vols qui était annulés à travers le pays, affectant plus de 100 000 voyageurs,,. Près de 2 000 autres vols ont été retardés. La plupart des aéroports de la région Mid-Atlantic ont suspendu tout service dont les aéroports majeurs de Baltimore-Washington, Philadelphie, Washington-Ronald-Reagan et Washington-Dulles partir du soir du 24 janvier ,. Les vols aux aéroports de LaGuardia, John F. Kennedy et Newark-Liberty ont été en grande partie annulés aussi. American Airlines a suspendu tous les vols au départ de l'aéroport international Charlotte-Douglas en Caroline du Nord, provoquant une vague d'annulations dans tout le pays. Toutes ces annulations de vols ont eu un effet non seulement aux États-Unis mais également avec les connexions internationales. La compagnie de trains nationale Amtrak a aussi suspendu le service sur de nombreux trajets dont le service Crescant, entre New York et la Nouvelle-Orléans, le Cardinal vers Chicago et le Silver Meteor vers Miami.
Dans de nombreuses villes, les stationnements et même les déplacements automobiles furent interdits à partir du 21 ou du 22 janvier. Des milliers de véhicules de déneigement et leurs opérateurs furent mis sur un pied d’alerte (chasse-neiges, souffleuses à neige et camions de transport de la neige), et des centaines de milliers de tonnes de calcium furent distribuées. Les membres de la Garde nationale de Virginie et  de Virginie-Occidentale furent mis en alerte pour intervenir dans les cas d’urgence qui seraient sûrs de se produire,,. En Caroline du Nord, environ 4 500 monteurs de lignes furent appelés, plusieurs venant d'autres États, en prévision des bris aux lignes de distribution d'électricité par la pluie verglaçante prévue,.
Les maires de Washington D.C., de New York et d’autres grandes villes ont fait des points de presse pour inciter les citoyens à demeurer chez eux le temps de la tempête,. Des refuges furent ouverts dans plusieurs villes pour les sans-abris.
Les écoles furent fermées avant l’arrivée du mauvais temps. Les transports en commun, même le métro de Washington, furent suspendus à partir du 21 ou du 22 janvier,,. Ils ne reprirent leur service que partiellement que le 25 janvier.
Des événements sportifs multiples furent reportés, y compris les parties universitaires de l'Atlantic Coast Conference, les parties de la National Basketball Association et de la Ligue nationale de hockey,. Le match de finale de conférence de la Ligue nationale de football (NFL) entre les Cardinals de l'Arizona et les Panthers de la Caroline s'est cependant déroulé comme prévu le 24 janvier à Charlotte (Caroline du Nord).
Les magasins furent pris d’assaut par des clients venus acheter de la nourriture, des chaufferettes d’appoint, des pelles et autres articles de première nécessité avant l'arrivée du blizzard.

## Impact

### États-Unis
| États            | Morts | Source |
| ---------------- | ----- | ------ |
| Arkansas         | 1     | [ 47 ] |
| Caroline du Nord | 6     | [ 48 ] |
| Caroline du Sud  | 4     | [ 48 ] |
| Delaware         | 1     | [ 48 ] |
| Géorgie          | 1     | [ 49 ] |
| Kentucky         | 1     | [ 50 ] |
| Maryland         | 3     | ,      |
| Massachusetts    | 1     | [ 49 ] |
| New Jersey       | 6     | ,      |
| État de New York | 6     | ,      |
| Ohio             | 1     | [ 59 ] |
| Pennsylvanie     | 9     | [ 48 ] |
| Virginie         | 12    | [ 48 ] |
| Washington, D.C. | 3     | [ 60 ] |

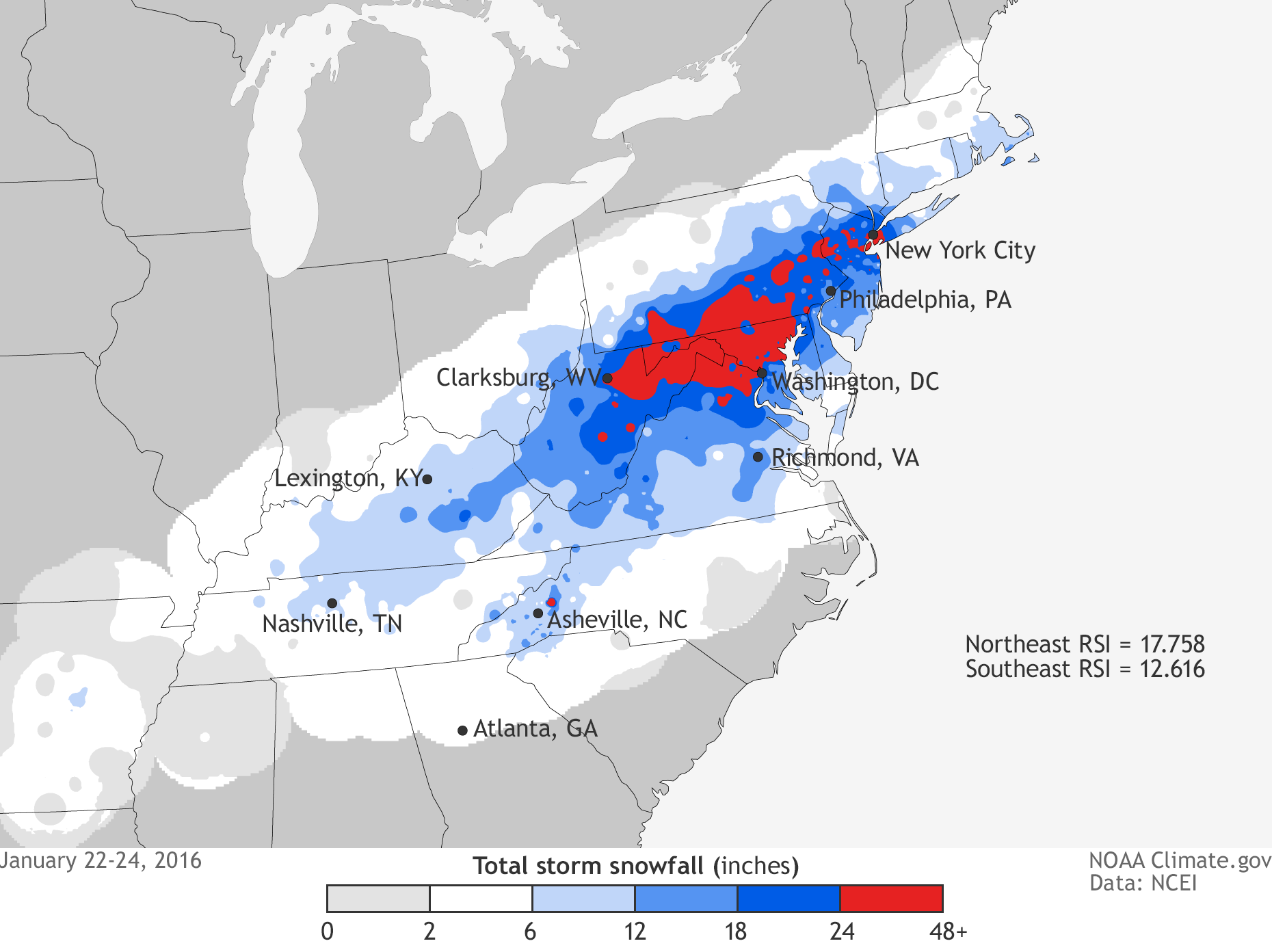
Accumulations de neige au sol avec la tempête
(1 pouce=2.54 cm).

Aux États-Unis, la tempête a affecté une large portion du centre-est du pays, laissant plus de 30 centimètres entre le Kentucky et Boston, avec une zone de plus de 60 centimètres des Appalaches jusqu'à New York et un maximum de 168 centimètres au mont Mitchell dans le nord-ouest de la Caroline du Nord,.
Ce sont 103 millions de personnes qui se sont retrouvés dans son sillage et en utilisant un index d'impact développé par la NOAA, la tempête se classe de catégorie 4 par ses effets paralysants sur la population et l'économie du Mid-Atlantic et de catégorie 3 dans la vallée de l'Ohio. Trente-trois (33) millions de personnes, dont la population des plus grandes villes de la côte Est, se sont retrouvés dans la zone avec les accumulations les plus fortes et la visibilité nulle dans la poudrerie causée par les vents violents.
Elle a fait au moins 55 victimes et entre 500 millions et 3 milliards $US en pertes économiques (Moody's Analytics donnant la plus grande valeur entre 2,5 et 3 milliards, alors qu'IHS Global Insight donnait la plus la basse entre 500 millions et 1 milliard) mais les pertes ont été amoindries par le fait que l'événement est arrivé une fin de semaine et que les gens ont fait des achats de denrées en prévision de l'événement. À elle-seule, l'industrie aérienne estima ses pertes due aux annulations de vols et frais d'aéroports à 200 millions $US.
Plus de 478 000 personnes ont été privées d'électricité, dont 147 000 en Caroline du Nord, 117 000 au New Jersey, 66 000 en Géorgie, 55 000 en Virginia, 47 000 au Delaware et Maryland et près de 30 000 en Caroline du Sud.

#### États du sud-est

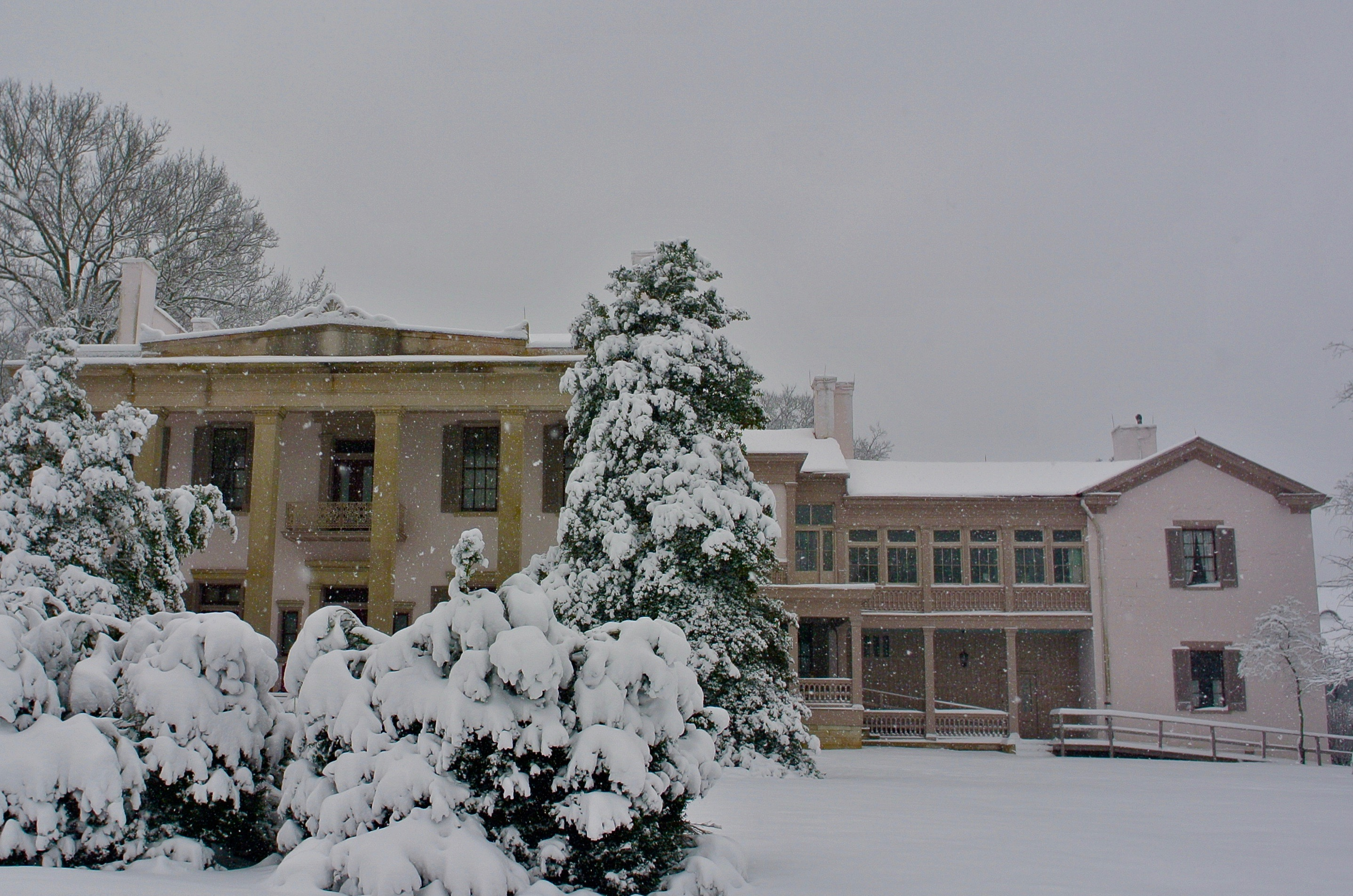
Accumulation de neige au manoir de la plantation historique de Belle Meade au Tennessee le 22 janvier

La neige est tombée sur la moitié est de l'Arkansas les 21 et 22 janvier et un record quotidien de 18 cm fut observé juste à l'extérieur de la capitale Little Rock,. De la pluie verglaçante, jusqu'à 6,4 mm, fut observée dans les comtés du nord-est et les vents soutenus furent de plus de 50 km/h avec des rafales à 76 km/h. Plus de 16 000 personnes ont subi une panne électrique et un décès a été signalé près de Hoxie lors d'un accident de la route causé par la chaussée glissante,.
Tôt le 22 janvier, de fortes chutes de neige ont commencé sur l'ouest du Tennessee. Les routes autour de Nashville sont rapidement devenues impraticables, y compris les autoroutes Interstate 24 et 40, et la police locale a signalé plus de 200 accidents. L'Interstate 75 fut aussi fermée sur 19 km dans le comté de Rockcastle à cause des conditions glissantes. Au Kentucky, plusieurs accidents de la route sont survenus, dont 18 à Lexington, et le long d'un tronçon de 56 km de l'Insterstate 75 des centaines des conducteurs se sont retrouvés bloqués par la neige et le verglas pendant plus de 16 heures les 22 et 23 janvier. Dans un incident séparé, 18 km) de l'Interstate 77 en Virginie-Occidentale fut bloqué par des semi-remorques ayant dérapé en travers des voies. La Garde nationale fut déployée pour ravitailler les gens en nourriture, eau carburant dans ces trois États. Un transporteur est mort quand son camion a dérapé sur les routes verglacées.
L'état des routes en Caroline du Nord a causé au moins 571 accidents, 800 appels d'urgence à la police et cinq décès,. La pluie verglaçante a donné lieu à des pannes électriques généralisées en faisant tomber de nombreux arbres sur les lignes d'alimentation dans l'État, affectant environ 147 000 personnes. De nombreuses routes furent aussi fermées à cause des débris, y compris des sections de l'Interstate 40 dans le comté de Johnston.
Quatre personnes sont mortes en Caroline du Sud : deux d'un empoisonnement au monoxyde de carbone à Greenville, l'une dans un accident sur une route glacée dans le comté de Greenville et un autre d'un accident dans Jonesville,. Près de 30 000 personnes ont été privées d'électricité dans l'État et des sections des Interstates 26 et 95 furent temporairement fermées à cause du verglas.
Plus de 20 cm de neige sont tombés à travers la Géorgie, les plus fortes quantités étant confinés au nord de l'État. La neige est descendue aussi au sud que Mobile en Alabama et des averses résiduelles ont même atteint Jacksonville et Gainesville long du Panhandle de Floride où la température est tombée à −2 °C,. Des vents violents ont aussi soufflé, abattant des arbres et des lignes électriques, laissant environ 66 000 personnes sans électricité en Géorgie. Un employé des postes a été tué lorsque le vent cassa une grosse branche d'arbre qui s'est écrasée sur sa voiture.

#### États du Mid-Atlantic

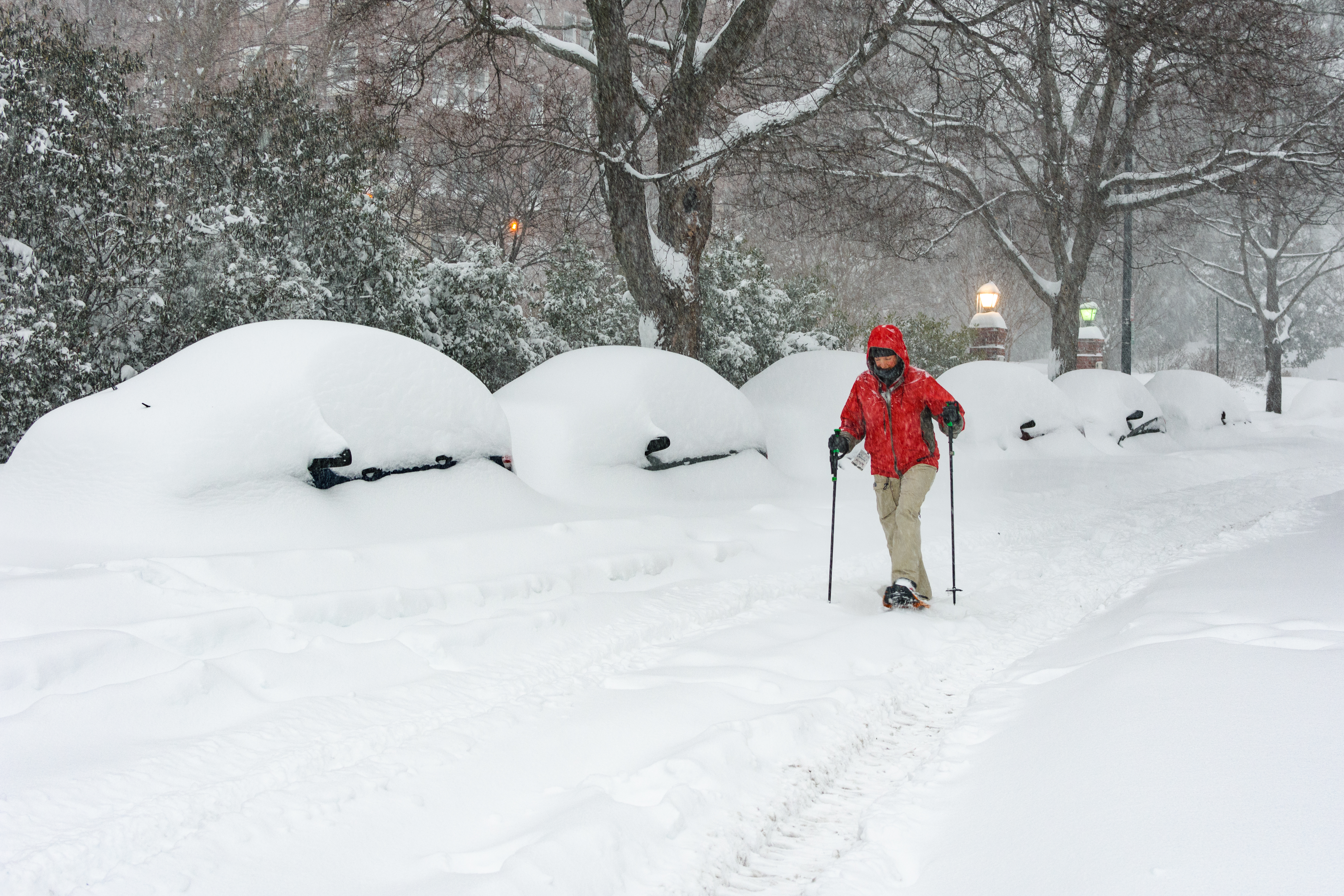
Accumulations de neige dans Cleveland Park, Washington D.C.

Dans la région Mid-Atlantic, l'accumulation maximale de neige fut mesurée à 110 cm à Glengary en Virginie-Occidentale le 24 janvier. La gestion des urgences de l'État a rapporté que l'Interstate 77 était complètement fermé à la suite d'un accident impliquant des semi-remorques. La garde nationale a été appelée pour aider dégager les véhicules bloqués.
Baltimore au Maryland a enregistré sa plus forte chute des annales. Dans cet État, deux personnes sont mortes d'une crise cardiaque en pelletant la neige et une troisième de cause indéterminée,. Une grande partie de la jetée de pêche d'Ocean City fut détruite par une mer démontée et des vents violents.
Douze personnes sont mortes d'incidents liés à la neige en Virginie. La police d'État (Virginia State Police) a répondu à 989 accidents et 793 véhicules en panne le soir du 22 janvier. L'accumulation d'une combinaison de neige et de glace sur le toit du théâtre Donk à Hudgins a conduit à son effondrement, la structure fut considérée une perte totale et fut démolie.  Le toit d'une superficie de 437 m2 d'un autre immeuble à Charlottesville s'est aussi effondré. Sept personnes ont dû être hospitalisés pour une intoxication au monoxyde de carbone dans un complexe d'appartements à Herndon lorsque les évents furent bouchés par la neige. Trois personnes sont mortes de crises cardiaques en pelletant à Washington, D.C.

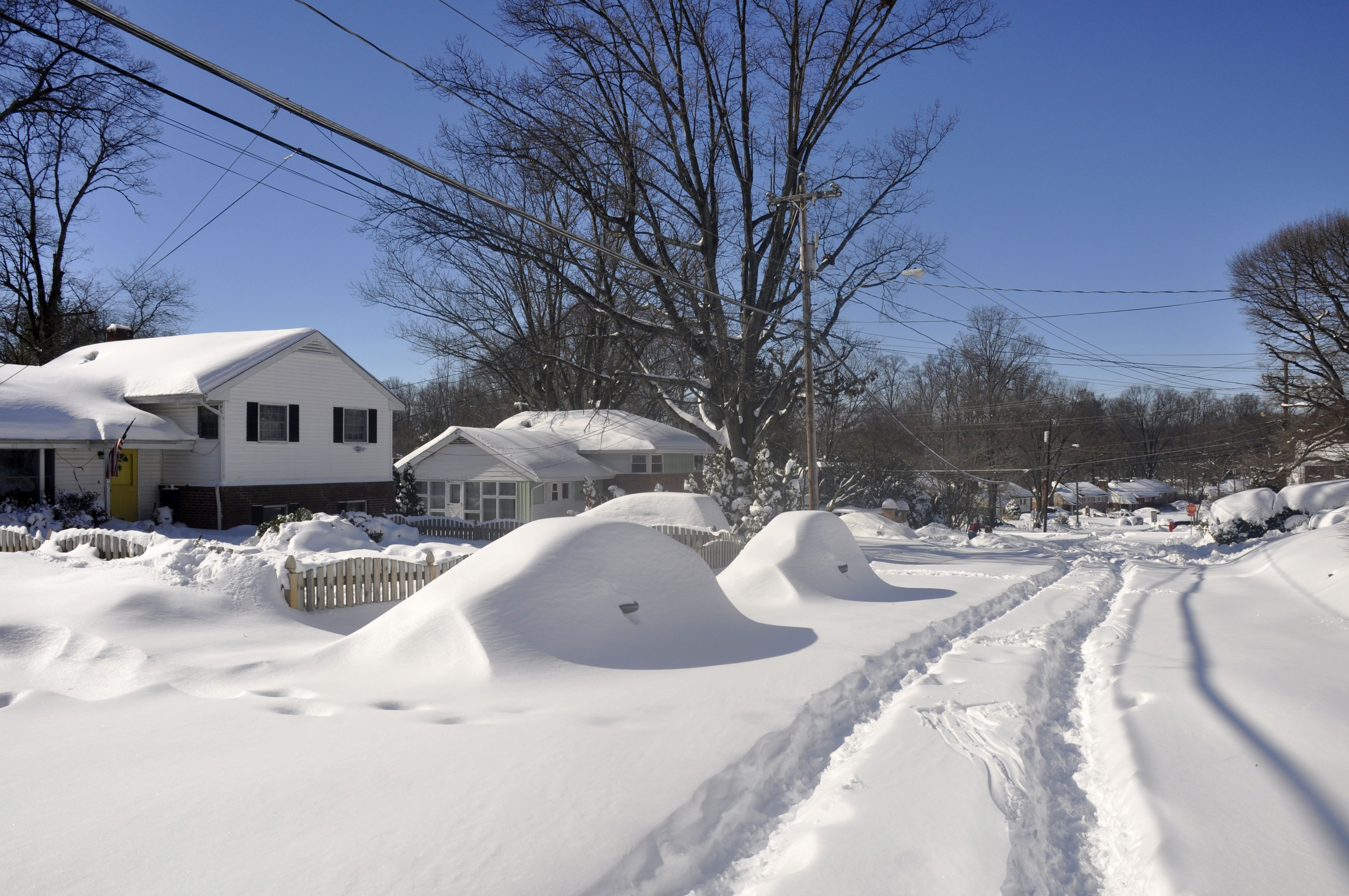
Rue et autos ensevelies sous la neige à Fairfax (Virginie).

En Pennsylvanie, il est tombé 77 cm à Harrisburg (brisant le record de 67 cm de février 1983). Près de Bedford environ 500 véhicules sont restés coincés sur un tronçon de l'autoroute Pennsylvania Turnpike pendant plus de 24 heures les 22 et 23 janvier, dont un bus transportant l'équipe de basketball masculin de l'université Duquesne et un autre l'équipe de gymnastique féminine de l'université Temple. Les incidents liés à la neige ont entraîné neuf morts à travers la Pennsylvanie, dont quatre personnes pelletant la neige et un autre par empoisonnement au monoxyde de carbone quand sa voiture a été enterrée sous la neige par un chasse-neige,,,.
Dans le Delaware, une personne est morte à Magnolia après avoir subi une crise cardiaque en pelletant. Une panne électrique à une raffinerie de Delaware City raffinerie a contraint les responsables de l'établissement de fermer lorsque des produits chimiques furent libérés.
Au New Jersey, une mère et son fils d'un an sont morts d'un empoisonnement au monoxyde de carbone à Passaic après que les chutes de neige ait bloqué le pot d'échappement de leur véhicule; sa fillette de 3 ans fut hospitalisée mais est morte trois jours plus tard le 27 janvier, Trois autres personnes sont mortes en tentant de rentrer à pied au cours de la tempête de neige : une chacune à East Greenwich, Hackensack et Mahwah,.

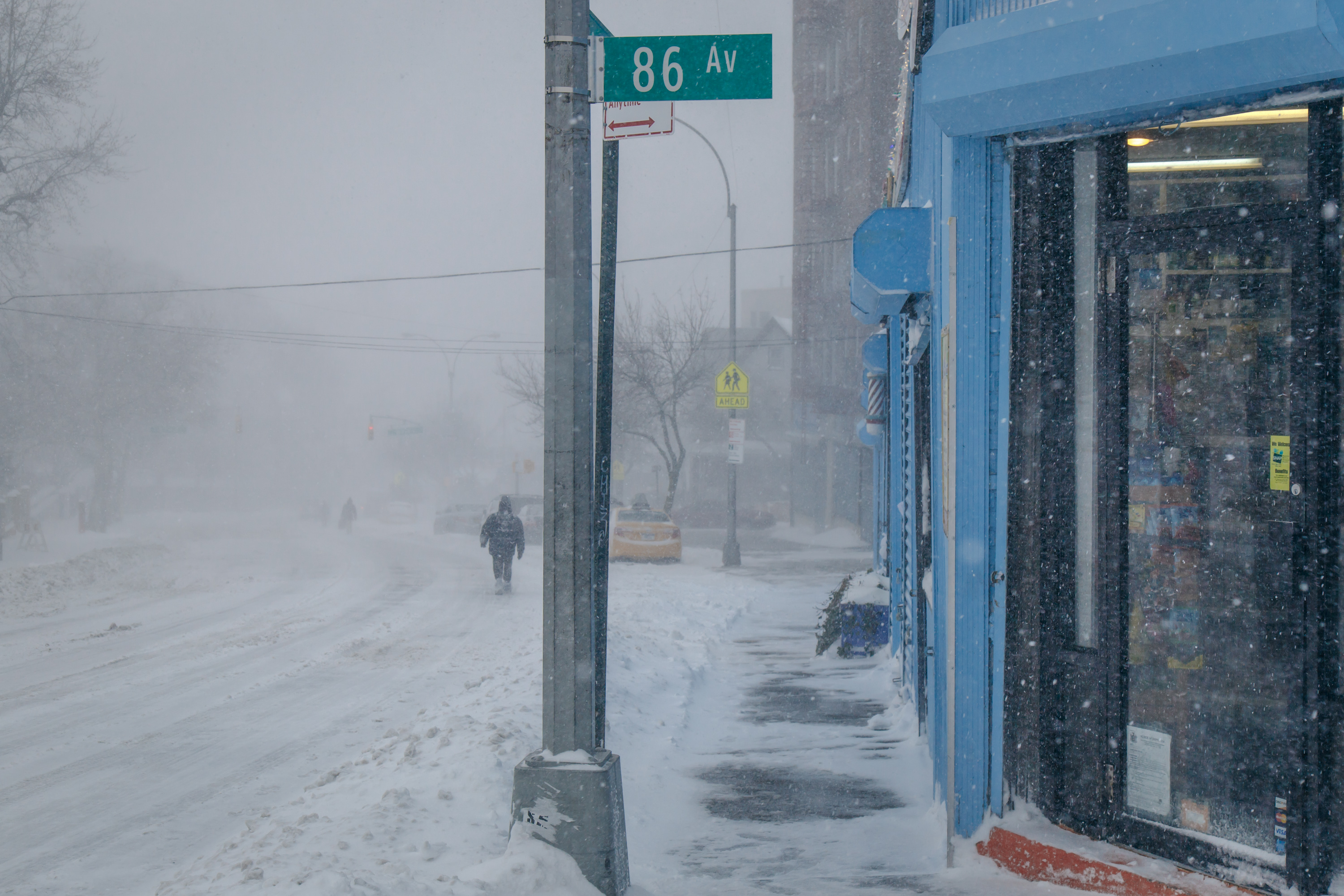
Visibilité presque nulle dans la poudrerie à Briarwood, Queens, New York.

À New York et Long Island, la neige est tombée plus intensément que prévu initialement, jusqu'à 7,6 cm par heure, le tout accompagné de vents violents bien prévus. Avant la suspension du service d'autobus, ces derniers avaient déjà bien du mal à parcourir leurs routes et de longs retards étaient monnaie courante. À Central Park, l'accumulation totale fut de 68,1 cm (le deuxième plus fort total pour Manhattan depuis le début des observations en 1869), juste sous le record absolu de 68,3 cm enregistré au cours de la tempête de février 2006. Une accumulation record de 77 cm fut enregistrée à l'aéroport international John F. Kennedy et la plus forte accumulation fut de 86 cm à Jackson Heights dans l'arrondissement de Queens,. La police a répondu à plus de 200 accidents et est intervenue pour 300 véhicules en panne. Le personnel d'urgence a répondu à environ 3 000 appels du 911 et 5 personnes sont mortes en pelletant la neige dans les cinq quartiers de New York,. Au moins deux morts furent rapportés à Long Island à cause d'un malaise cardiaque en pelletant et une personne fut tuée par un chasse-neige à Oyster Bay Cove,.

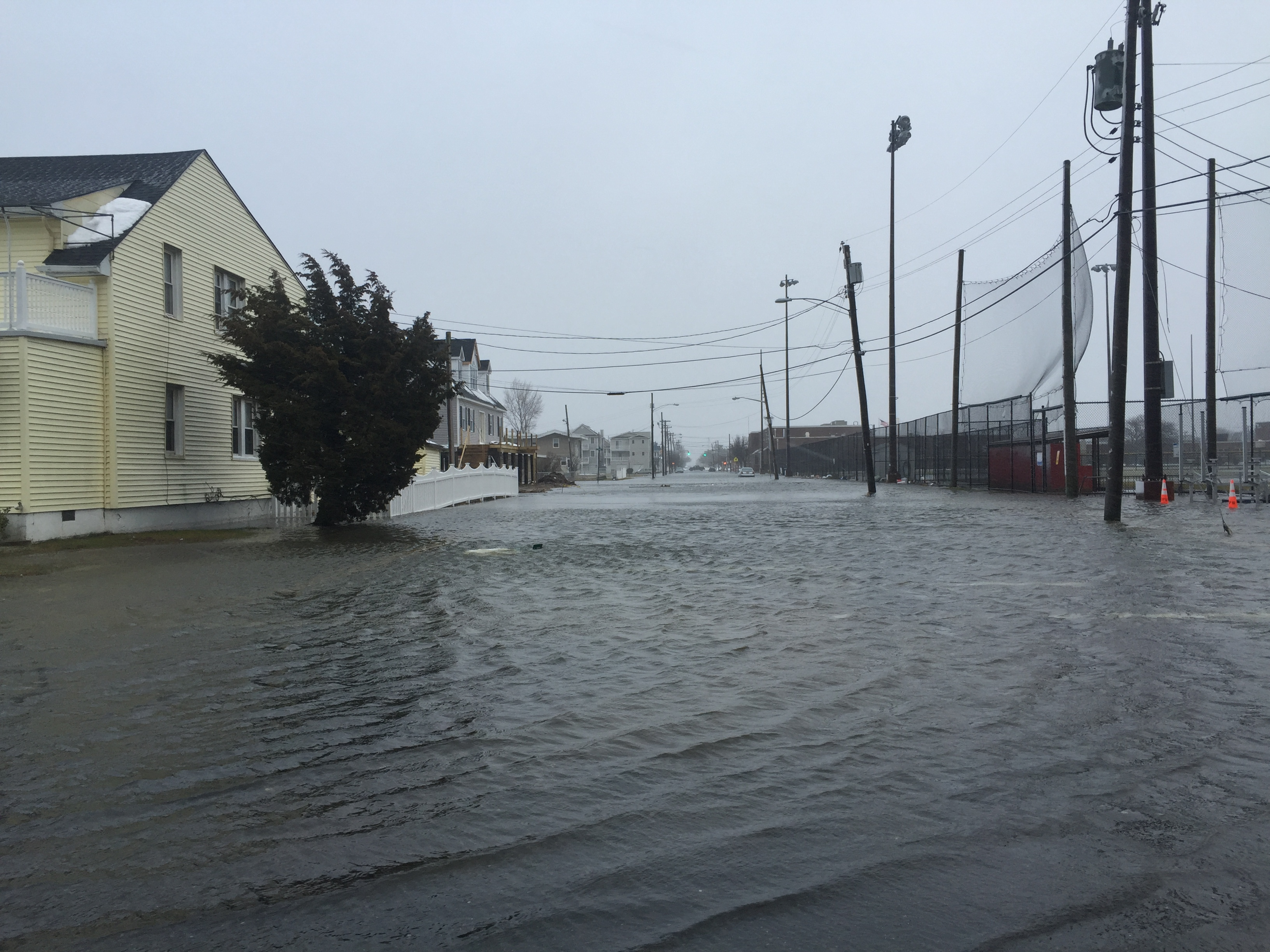
Inondation d'une rue à Ocean City au New Jersey le 23 janvier.

Les très forts vents d'est associés à la tempête ont poussé les eaux de l'Atlantique vers la côte, ajoutant une surcote au niveau normal de la mer. Des inondations côtières importantes ont donc eu lieu dans le Delaware et le New Jersey. La première, et la plus grave, onde de tempête a eu lieu dans la matinée du 23 janvier. Une seconde inondation côtière a eu lieu après le passage de la tempête dans la matinée du 24 janvier à marée haute. Des marées records furent enregistrées à Lewes (Delaware).  Environ 32 des 39 km de dunes du bord de mer du Delaware ont subi des dommages importants, de nombreuses zones étant complètement aplaties. Quarante personnes ont eu besoin d'évacuation à Long Neck et Oak Orchard et la route d'État no 1 du Delaware fut fermée entre Bethany Beach et Dewey Beach par les inondations,.
L'onde de tempête à Cape May, New Jersey, a atteint un record de 2,82 m, dépassant le record précédent de 2,64 m enregistrée lors de l'ouragan Sandy en 2012. Une cinquantaine de personnes ont requis une évacuation à Atlantic City, au moins 150 maisons ont été inondées et les vents violents accompagnant l'inondation ont causé des dommages à de nombreux foyers,,. Plusieurs rues d'Ocean City et de Stone Harbor ont été inondées. Selon un résident à Stone Harbor, l'eau a atteint 1,5 m sur certaines. Les pires effets ont été notés le long de la baie du Delaware. Les inondations combinées avec les chutes de neige et les températures glaciales ont donné un mélange de glace et de neige fondante sur les routes . À Long Beach Island, se remettant encore en 2016 des effets de l'ouragan Sandy, l'érosion des plages fut très importante et l'onde de tempête a sculpté des falaises de 4,6 m le long des plages,.

#### Nouvelle-Angleterre
Les conditions de blizzard ont affecté le sud-est du Massachusetts durant plusieurs heures, en particulier dans les îles de Nantucket et Martha's Vineyard, et Boston a reçu plus de 30 centimètres. Les rafales ont atteint 120 km/h sur Block Island, Rhode Island Une personne est décédée quand elle fut frappée par un chasse-neige.

#### Orages violents sur la côte du golfe du Mexique
La tempête n'a pas produit que des conditions de blizzard. Dans son secteur chaud se sont développées des lignes orageuses le 21 janvier dans les États près du golfe du Mexique. Celles-ci ont perduré jusqu'au petites heures du matin du 22 janvier et ont causé des dégâts. Les orages violents ont donné de la grêle et des rafales descendantes en Louisiane, au Mississippi, en Alabama et en Floride. Les vents ont endommagé de 10 à 12 maisons dans le comté de Lamar et de la grêle de diamètre jusqu'à 7 cm fut rapportée à Wilmer (Louisiane). Les plus importants dégâts ont eu lieu durant la nuit dans le panhandle de Floride et dans la région adjacente de l'Alabama avec des vents rapportés de 117 km/h.
De plus, cinq tornades ont frappé le Mississippi : des EF0 près de Crystal Springs et Homewood, des EF1 près de Loyd Star et Pinola, et finalement une EF2 près de Sumrall. Une sixième tornade fut signalée au sud de Kentwood dans la Paroisse de Tangipahoa en Louisiane. De nombreux arbres, lignes électriques et structures furent endommagés ou détruits par ces tornades.

### Canada
La tempête est passée bien au sud des provinces de l'Atlantique mais de la neige est quand même tombée sur les côtes les plus au sud. Le Service météorologique du Canada a relevé des accumulations de l'ordre de 5 cm, ou moins, et des vents de 30 à 70 km/h en Nouvelle-Écosse mais les résidents du comté de Shelburne ont signalé avoir reçu jusqu'à 30 cm localement. Le stationnement sur certaines rues fut interdit à Halifax pour aider au déneigement.
Le 25 janvier, un Boeing 767 en route de Miami vers Milan, a subi de fortes turbulences à environ 500 km au sud de Terre-Neuve. Plusieurs passagers et membres d'équipage furent sérieusement blessés et l'avion a dû faire un atterrissage d'urgence à l'aéroport international de Saint-Jean de Terre-Neuve.